# Robert A. Cunningham
Robert Amberson Cunningham (Godmanchester, 27 juli 1837 – New York, 24 mei 1907) was een Canadese showman en organisator van etnologische tentoonstellingen met Australische Aboriginals.

## Jeugd
Cunningham werd op 27 juli 1837 geboren in Godmanchester in de Canadese provincie Quebec. Hij was een van meerdere kinderen van Andrew Cunningham, een boer, en Margaret Emberson. Vader Andrew kwam oorspronkelijk uit Londonderry County, Noord-Ierland. Hij arriveerde in 1827 in Canada.
Robert A. Cunningham vertrok in 1856 naar Californië om zijn geluk te beproeven als mijnwerker tijdens de Californische goldrush. In de stadjes nabij de goudvelden werden diverse vormen van amusement aangeboden door muzikanten, theatermakers en circussen die een welkome afwisseling boden van de lange, zware werkdagen. Cunningham speelde kornet en kwam zeer waarschijnlijk langs deze weg in contact met de entertainmentbranche. In de volkstellingsdocumenten van 1870 stond hij geregistreerd als muzikant en in de jaren erna woonde hij op verschillende adressen in het theaterdistrict van San Francisco. Hij ontwikkelde zich tot een onafhankelijke theateragent die acts organiseerde voor circussen, freakshows en variététheaters. Met name in Amerika en Australië was er een markt voor dit soort vermaak.

## Australië

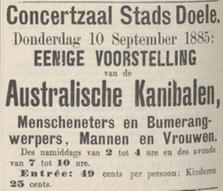
Advertentie in de Delftsche Courant van 9 september 1885, waarin Cunninghams ‘show’ wordt aangekondigd

Cunningham verdiende het meeste geld met etnologische tentoonstellingen met Australische Aboriginals en is zover bekend de enige showman die mensen uit Australië exposeerde.
In 1879 reisde hij waarschijnlijk de eerste keer naar Australië, waar hij voor diverse theatergroepjes en circussen tournees organiseerde. Naar eigen zeggen kreeg hij tijdens zijn verblijf in Melbourne in november 1882 de opdracht van de beroemde Amerikaanse showman P.T. Barnum ‘to secure a number of the finest specimens of Australian Aborigines’.
Begin december vertrok Cunningham naar Port Darwin om Aboriginals voor Barnum te zoeken en ze volgens afspraak op een schip het land uit te brengen. Hij had geen succes en probeerde het vervolgens in Townsville, Queensland. Hier ronselde hij een groepje van negen personen, waarmee hij uiteindelijk via Nieuw-Zeeland en Amerika naar Europa reisde. In Amerika werd de groep geëxposeerd als onderdeel van de Barnum & Bailey Greatest Show on Earth. Er vond ook een optreden plaats in Nederland. Dit vond op 10 september 1885 plaats in Delft.
Een aantal jaren later rekruteerde Cunningham opnieuw een groep Aboriginals, waarmee hij ditmaal op eigen initiatief langs etnologische tentoonstellingen in Amerika en Europa reisde. 

## Samoa
Tussen zijn twee tournees met Australische Aboriginals richtte Cunningham kort zijn aandacht op Samoa, waar hij in 1889 probeerde een groep eilanders te ronselen om het publiek in Amerika en Europa te vermaken met de Samoaanse siva-dans. Cunningham stootte op verzet van Samoaanse stamhoofden, maar wist desondanks negen personen te rekruteren die hij mee naar Amerika en Europa nam. Zij moesten ook in de winter in traditionele kledij optreden en als gevolg hiervan overleed een deel van de groep aan longaandoeningen Slechts drie personen overleefden de reis. Zij werden achtergelaten in New York, waar een journalist van de krant  New York World ze in een desolate toestand aantrof. Hij begeleidde ze op kosten van de staat New York en de krant terug naar huis.

## Laatste levensjaren
Aan het einde van de tournee met de tweede groep Aboriginals keerde Cunningham terug naar Canada. Hij probeerde in latere jaren nog opdrachten te regelen bij de Noorse etnoloog Johan Adrian Jacobsen, die acts voor Carl Hagenbeck organiseerde. Hij stelde voor om een aantal Inuit te ronselen en opperde ook nog het idee om met een groepje Hawaïanen door Europa te trekken en ze de hula te laten dansen. Hij eindigde echter als kaartjesverkoper en boniseur bij dierenshows en kermisattracties.